# Selenomonas noxia
Selenomonas noxia è una specie di batterio appartenente alla famiglia delle Acidaminococcaceae.